# Karsten Krömker
Karsten Krömker (* 1971/1972) ist ein ehemaliger deutscher Footballspieler.

## Laufbahn
Der 1,92 Meter große Krömker spielte von 1995 bis 2000 für die Hamburg Blue Devils in der höchsten deutschen Footballliga. Er gewann mit der Mannschaft 1996 die deutsche Meisterschaft und in den Jahren 1996, 1997 und 1998 jeweils den Eurobowl. Im August 2000 beendete der Verteidiger im Alter von 28 Jahren seine Footballkarriere im Leistungsbereich.